# Joe contra el volcán
Joe contra el volcán (título original Joe Versus the Volcano) es una película estadounidense de 1990, dirigida por John Patrick Shanley y protagonizada por Tom Hanks y Meg Ryan, en la primera de sus colaboraciones; las otras fueron Sleepless in Seattle (1993) y You've Got Mail (1998).

## Sinopsis
Joe Banks (Tom Hanks) es un hombre deprimido que odia su trabajo: piensa que las luces fluorescentes le enferman y tiembla ante la presencia de su jefe Frank Watori (Dan Hedaya). Se siente atraído por la secretaria (Meg Ryan) pero teme hablar con ella. Su vida cambia dramáticamente cuando visita al doctor Ellison (Robert Stack): el doctor le explica que tiene una nube cerebral y aunque no tiene síntomas, morirá en un plazo de cinco meses. Contra todo pronóstico, de pronto Joe experimenta un fuerte sentimiento de liberación. Como al joven le anuncian que le queda poco tiempo de vida, por lo que se decide aceptar la oferta de un excéntrico millonario, Samuel Graynamore (Lloyd Bridges).  Le ofrece todas sus tarjetas de crédito para vivir sus últimos días de lujo con todo lo que dinero le pueda comprar y a cambio, Joe va a saltar al volcán en sacrificio por una tribu indígena de una isla del Pacífico.

## Reparto
- Tom Hanks como Joe Banks
- Meg Ryan como DeDe/Angelica/Patricia Graynamore
- Lloyd Bridges como Samuel Harvey Graynamore
- Robert Stack como Dr. Ellison
- Abe Vigoda como Chief Tobi
- Dan Hedaya como Frank Waturi
- Barry McGovern como el vendedor de equipaje
- Ossie Davis como Marshall
- Amanda Plummer como Dagmar, miembro de la tripulación del yate
- Nathan Lane como Baw, el hombre avanzado Waponi
- Carol Kane (como Lisa LeBlanc en los créditos) La estilista

## Banda sonora
La banda sonora está compuesta de Georges Delerue. Solamente manufacturaron 3000 copias en 1990, el año que se estrenó la película. Porque  Delerue fue tan popular, Varèse Sarabande lo publicaron por una segunda vez en 2002.
Shanley escribió dos de las canciones para la película, "Marooned Without You" and "The Cowboy Song", cual Hanks canta en la película.
Más canciones en la película:
- "Sixteen Tons",  Merle Travis (versión de la película hecha por Eric Burdon)
- "Ol' Man River", versión de Ray Charles
- "Más Que Nada", by Sergio Mendes & Brasil '66
- "En La Calle Donde Vives", Leonardo Oliveira
- "Blue Moon", Elvis Presley
- "Good Lovin", The Rascals
- "Come Go with Me", The Del-Vikings
- "I Cover the Waterfront", The Ink Spots
- "When Johnny Comes Marching Home", Alex de Grassi
- "Hava Nagila", Dick Dale

- Datos: Q1740645